# استبراء
استبراء (به عربی: الاستبراء) برائت جستن و پاکی خواستن است.

## بول
- انگشت میانی در مرحلهٔ ۱
- انگشت شست در رو در مرحلهٔ ۲ و ۳
- انگشت اشاره در زیر در مرحلهٔ ۲ و ۳

استبراء از بول (به عربی: الاستبراء من البَول) یا خرطات تسعه، سه عمل سه‌مرحله‌ای مستحب برای تخلیهٔ کامل ادرار از مجرای ادرار مرد است، که از مقعد آغاز و به نوک آلت مردی یا زنی ختم می‌گردد. این عمل پس از قطع ادرار انجام می‌شود و پیش‌نیاز آن پاکی مقعد از مدفوع است.
1. از مقعد تا بیخ آلت (زیر کیسه بیضه)[۱] با انگشت میانی دست چپ ۳ بار کشیده می‌شود.
2. با دو انگشت شست در رو و اشاره در زیر، آلت را گرفته و ۳ بار تا ختنه‌گاه کشیده می‌شود.
3. سر آلت با همان دو انگشت ۳ بار فشار داده می‌شود.[۲]

*. در استبراء باید از تکرار و وسواس، یا فشار زیاد، اجتناب کرد و گر نه به لوله ادراری و سلول‌ها آسیب وارد می‌شود.
شیخ صدوق در کتاب من لا یحضره الفقیه از جعفر صادق آورده‌است: «إذا بال الرجل فلا يمس ذكره بيمينه» اگر مردی ادرار کرد، سپس آلتش را با دست راست لمس نکند.
روش پیشنهادی ناصر مکارم شیرازی دست‌کشیدن چندین‌باره از بیخ آلت به بالا و سپس فشردن چندین‌بارهٔ نوک آلت، تا خروج آخرین قطره‌های ادرار است. سید روح‌الله خمینی در کتاب تحریرالوسیله استبراء از بول را نیز به دست همسر او جایز دانسته‌است.

## حیوان نجاست‌خوار
| جانور     | پرهیز        |
| --------- | ------------ |
| شتر       | ۵۰ روز       |
| گاو       | ۲۰ یا ۳۰ روز |
| گوسفند    | ۱۰ روز       |
| مرغابی    | ۵ یا ۷ روز   |
| مرغ خانگی | ۳ روز        |

استبراء حیوان نجاست‌خوار (به عربی: استبراء الحيوان الجلّال) دوره‌ای است، که پس از آن جانوری که از مدفوع انسان می‌خورده‌است، با پرهیز از خوردن مدفوع دوباره پاک می‌گردد.
مراجع تقلید تشیع بنابر احتیاط واجب یا مستحب دربارهٔ مدت زمان پرهیز فتاوای متفاوتی داده‌اند. محمدحسن نجفی در جواهرالکلام به نقل از علی بن موسی الرضا استبراء ماهی نجاست‌خوار را یک روز و یک شب بیان کرده‌است.